# Борисов, Василий Дмитриевич
Василий Дмитриевич Борисов (1918—1982) — полковник Советской Армии, участник Великой Отечественной войны, Герой Советского Союза (1945).

## Биография
Василий Борисов родился 1 сентября 1918 года в деревне Ивановка в крестьянской семье. После окончания семи классов школы и двух курсов рабфака работал диспетчером на заводе имени Фрунзе в Пензе. В 1939 году был призван на службу в Рабоче-крестьянскую Красную Армию. В 1940 году окончил военную авиационную школу лётчиков в Таганроге. С 1941 года — на фронтах Великой Отечественной войны. К сентябрю 1944 года капитан Василий Борисов командовал звеном 8-го отдельного разведывательного авиаполка 8-й воздушной армии 4-го Украинского фронта.
К сентябрю 1944 года капитан Василий Борисов совершил 198 боевых вылетов, в ходе которых производил разведку и аэрофотосъёмку оборонительных рубежей, скоплений войск и техники противника в глубоком тылу. В общей сложности сфотографировал площади около 50 тысяч квадратных километров обороны. Дважды горел в самолёте.
Указом Президиума Верховного Совета СССР от 23 февраля 1945 года капитан Василий Борисов был удостоен высокого звания Героя Советского Союза с вручением ордена Ленина и медали «Золотая Звезда».
В 1945 году вступил в ВКП(б). После окончания войны Борисов продолжил службу в Советской Армии. В 1948 году он окончил Высшие офицерские лётно-тактические курсы, в 1955 году — курсы усовершенствования офицерского состава. В 1960 году в звании полковника был уволен в запас. Проживал и работал в городе Борисполь Киевской области Украинской ССР. Скончался 1 апреля 1982 года.
Был также награждён тремя орденами Красного Знамени, орденом Отечественной войны 1-й степени, двумя орденами Красной Звезды, а также рядом медалей. На площади в городе Каменка Пензенской области установлены бюст Борисова и стела.

## Комментарии
1. ↑  Решением Пензенского облисполкома от 17.9.1975 деревня Ивановка включена в черту с. Фёдоровка[1], ныне — Каменский район Пензенской области.